# 仁川弥鄒忽消防署
仁川弥鄒忽消防署（インチョンミチュホルしょうぼうしょ）は仁川消防安全本部所属の消防署である。

## 管轄区域
- 弥鄒忽区

## 沿革
- 2007年9月5日 - 仁川南部消防署から分離して開署。既存の仁川南部消防署は仁川南洞消防署に改称。
- 2018年 - 南区を弥鄒忽区に改名したことに伴い仁川弥鄒忽消防署に改称。

## 119安全センター
| 119安全センター     | 住所                   | 管轄区域                                        |
| ------------------- | ---------------------- | ----------------------------------------------- |
| 新基119安全センター | 弥鄒忽区仁荷路190      | 弥鄒忽区のうち朱安2、3、7洞、龍峴1、4洞、鶴翼洞 |
| 朱安119安全センター | 弥鄒忽区ハンナル路607  | 弥鄒忽区のうち朱安1、6洞、道禾1洞               |
| 龍峴119安全センター | 弥鄒忽区トクペ路376    | 弥鄒忽区のうち龍峴2、3、5洞                     |
| 道禾119安全センター | 弥鄒忽区チャンゴゲ路85 | 南区のうち道禾2，3洞、朱安5洞、                 |
| 官校119安全センター | 弥鄒忽区仁荷路450      | 弥鄒忽区のうち官校洞、文鶴洞、朱安4、8洞        |
| 崇義119安全センター | 弥鄒忽区               | 弥鄒忽区のうち崇義洞                            |